# Wesleyville, Pennsylvania
Wesleyville là một thị trấn thuộc quận Erie, tiểu bang Pennsylvania, Hoa Kỳ. Năm 2010, dân số của thị trấn này là 3341 người.